# Liliane (film, 1921)
Pour plus de détails, voir Fiche technique et Distribution.
Liliane (The Gilded Lily) est un film muet américain réalisé par Robert Z. Leonard, sorti en 1921.

## Synopsis
Lillian Drake, une figure de Broadway, a de nombreux prétendants, parmi lesquels Creighton Howard, un riche mondain, et Frank Thompson, un campagnard. Frank s'éprend de Lillian et, malgré les objections de sa mère, l'épouse. Lily abandonne son travail et pense vivre tranquillement loin de la ville, mais Frank commence à boire et l'encourage à retourner à son ancienne vie, ce qu'elle finit par faire. Lorsqu'elle s'évanouit sur une piste de danse, elle est secourue par Creighton, qui plus tard la présente à sa famille comme sa fiancée.

## Fiche technique
- Titre original : The Gilded Lily
- Titre français : Liliane
- Réalisation : Robert Z. Leonard
- Scénario : Clara Beranger, intertitres de Tom McNamara
- Direction artistique : Robert M. Haas
- Photographie : Ernest Haller
- Production : Adolph Zukor
- Société de production : Famous Players-Lasky
- Société de distribution : Paramount Pictures
- Pays d'origine :  États-Unis
- Langue originale : anglais
- Format : Noir et blanc  — 35 mm — 1,33:1 — Film muet
- Genre : drame
- Durée : 70 minutes
- Dates de sortie : États-Unis : 6 mars 1921

## Distribution
- Mae Murray : Lillian Drake
- Lowell Sherman : Creighton Howard
- Jason Robards Sr. : Frank Thompson
- Charles Gerard : John Stewart
- Leonora Ottinger : Mme Thompson